# Балансу
Балансу́, Булан-хита (чечен. БуланхитӀа, Булан-хитӀа) — село в Ножай-Юртовском районе Чеченской Республики. Административный центр Балансуйского сельского поселения.

## География
Село расположено на левом берегу реки Ямансу, недалеко от границы с Дагестаном, в 3,5 километрах к северу от районного центра — Ножай-Юрт, в 87 км к юго-востоку от города Грозный и в 22 км к юго-западу от Хасавюрта.
Ближайшие населённые пункты: на северо-западе — сёла Новый Замай-Юрт и Замай-Юрт, на северо-востоке — село Ямансу, на юге — село Ножай-Юрт и на юго-западе — село Бетти-Мохк.

## История

### В древности
В период с 1961 по 1965 годы В. И. Марковин проводил археологические исследования в данном регионе, в ходе них были обнаружены и изучены Балансуйские могильник и поселение.
В ходе археологических исследований, проведённых Умаровым С. Ц. в 1965 году восточнее селения Балансу, был обнаружен могильник, датируемый периодом с V века до н.э. по III век н.э. Поселение и могильник были в том же году исследованы В. И. Марковиным. В 1966 году памятник исследован Виноградовым В. Б..

### Основание села
Предание гласит, что селение основано человеком по имени чечен. Іима или чечен. Іами, который являлся выходцем из чеченского тайпа билтой, предположительно проживавший в окрестностях нынешнего села Булан-Хита в собственном хуторе, на правом берегу реки Бургӏалт (Ямансу). И ныне основную часть населения данного села представляют выходцы из тайпа билтой.
Русское название села «Балансу» — результат калькирования на тюркский язык чеченского название «Булан-хитӀа», то есть место, куда на водопой собирались зубры (була на чеченском). Согласно преданиям, в этих местах водились дикие животные в том числе зубры и назывались они по-чеченски була. Название «Булан-Су» — это калька от «Булан-хи», «Вода или Родник Була». Этот родник сохранился и в наши дни в центре села. Само село находится на левом берегу реки БургӀалт (Ямансу, тюрк. — плохая река).
С 1944 по 1958 года, в период выселения чеченцев и упразднения ЧИ АССР, село носило название — Ахатли (Ахатль).

## Население
| 1990  | 2002  | 2010  | 2012  | 2013  | 2014  | 2015  |
| ----- | ----- | ----- | ----- | ----- | ----- | ----- |
| 1114  | ↗1134 | ↗1361 | ↗1400 | →1400 | ↗1430 | ↗1476 |
| 2016  | 2017  | 2018  | 2019  | 2020  | 2021  | 2023  |
| ↗1522 | ↗1552 | ↗1596 | ↗1626 | ↗1657 | ↗1783 | ↗1836 |
| 2024  |       |       |       |       |       |       |
| ↗1873 |       |       |       |       |       |       |

Национальный состав
По данным Всероссийской переписи населения 2010 года:
| № | Национальность | Численность, чел. | Доля    |
| - | -------------- | ----------------- | ------- |
| 1 | чеченцы        | 1352              | 99,34 % |
| 2 | другие         | 9                 | 0,66 %  |

## Тайпы
Тайповый состав села:
- Андой[2]
- Билтой[2][7] — 50 %
- Цонтарой[7]
- Беной[2].

## Образование
- Балансуйская муниципальная средняя общеобразовательная школа им. Р. Э. Байхаджиева[25].

## Улицы
Улицы села Балансу.:
- 1-я Короткая,
- 2-я Короткая,
- 3-я Короткая,
- 4-я Короткая,
- А-Х.Кадырова,
- А. А. Кадырова,
- Грозненская,
- Интернациональная,
- Конечная,
- М. Билимханова,
- М. Висаитова,
- М. Гадаева,
- Майская,
- Мира,
- Р. Байхаджиева,
- С.Г. Билимханова,
- С. Кулаева,
- Солнечная,
- Х. Нурадилова,
- Школьная.